# 三苏丁奥斯曼
丹斯里三苏丁奥斯曼（1947年3月3日—）是马来西亚的政府公务员，1969年到2006年为马来西亚政府服务。1994年担任国内贸易及消费人事务部秘书长，1996年担任内政部秘书长。2001年2月1日出任政府首席秘书直至2006年9月2日。退休后，他于2007年担任雇员公积金局主席直到2020年。